# Мухаммад, Мумин
	Мумин Ахмад Раби Мухаммад (араб. مؤمن أحمد ربيع محمد‎; 24 марта 2000) — египетский борец греко-римского стиля, победитель Африканских игр и чемпионата Африки.

## Карьера
В конце марта 2019 года в тунисском Хаммамете он стал чемпионом Африки. В марте 2024 года в Аккре, одолев в финале Исмаила Этталиби из Марокко, стал победителем Африканских игр. В марте 2024 года в Александрии на квалификационном турнире Африки и Океании ему удалось завоевать лицензию на Олимпийские игры в Париже.

## Достижения
- Чемпионат Африки по борьбе среди кадетов 2016 — ;
- Чемпионат Африки по борьбе 2019 — ;
- Чемпионат Африки по борьбе среди юниоров 2019 — ;
- Африканские игры 2023 — ;